# Hell in a Cell du 28 juin 1998
 (décembre 2024).
Si vous disposez d'ouvrages ou d'articles de référence ou si vous connaissez des sites web de qualité traitant du thème abordé ici, merci de compléter l'article en donnant les références utiles à sa vérifiabilité et en les liant à la section « Notes et références ».
Cet article détaille le troisième Hell in a Cell match, un match de catch qui eut lieu le 28 juin 1998 lors du pay-per-view King of the Ring de la World Wrestling Federation, entre Mankind et The Undertaker, et les événements qui ont suivi.
Ce match est le plus violent des Hell in a Cell match. De par son caractère très spectaculaire, il est aussi considéré comme l'un des meilleurs combats de la WWF ; paradoxalement, jamais un combat aussi violent n'aurait pu être envisagé à la WWF, le hasard étant en partie responsable du déroulement du match.

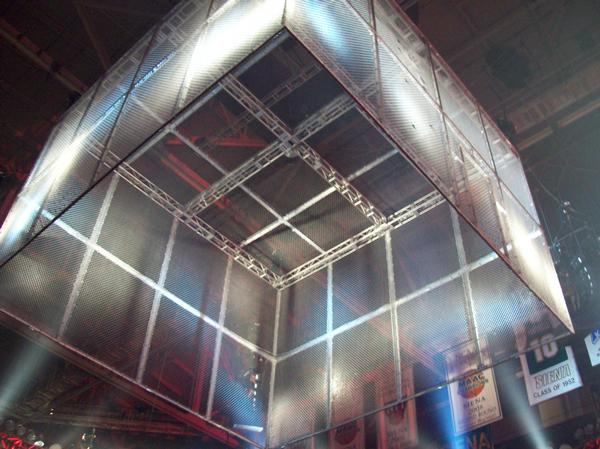
Représentation d'une cage Hell In A Cell.

## Récit du combat
Le match commence avec Mankind (et une chaise) sur le toit de la cage ; l'Undertaker ne met pas bien longtemps à le rejoindre. Les deux hommes se battent, puis l'Undertaker projette Mankind depuis le toit de la cage : Mankind tombe d'un peu plus de 16 pieds (environ 4,90 m) sur une table, une chute réellement impressionnante qui lui disloque l'épaule. On peut entendre le commentateur Jim Ross dire le fameux « They killed him! » (Ils l'ont tué !) qui est devenu célèbre à cette occasion. Les médecins, et même d'autres catcheurs (notamment Terry Funk et Vince McMahon, brisant le kayfabe puisqu'ils étaient censés être ennemis avec Mankind) viennent à son secours, lui enlèvent son masque, et tentent de l'emmener en civière hors de l'arène.
Mais Mankind se relève, et revient vers le ring. Il escalade la cage et se bat contre l'Undertaker pendant quelques secondes. Mais l'Undertaker lui porte rapidement un Chokeslam sur le toit de la cage, à travers laquelle Mankind passe avant d'atterrir sur le ring (cette chute lui cassa une dent et plusieurs côtes). Pour la deuxième fois, les commentateurs sont sûrs que Mankind va perdre par forfait ou décision des officiels : les médecins se précipitent dans la cage, ainsi que de nouveau d'autres catcheurs qui brisent de nouveau le kayfabe pour certains. L'Undertaker descend du toit par le trou de la cage, et se bat avec Terry Funk.
Mankind finit par se relever, et le combat continue dans la cage. Quand Mankind sort ses punaises, qu'il répand sur le ring comme à son habitude, il ne parvient pas à faire tomber l'Undertaker dessus. C'est finalement ce dernier qui parviendra à écraser son adversaire dessus, alors que Mankind lui porte un Sleeper hold. Il lui inflige ensuite un Chokeslam sur les punaises, avant d'enchainer avec sa prise de finition, le Tombstone Piledriver, et d'effectuer le tombé.

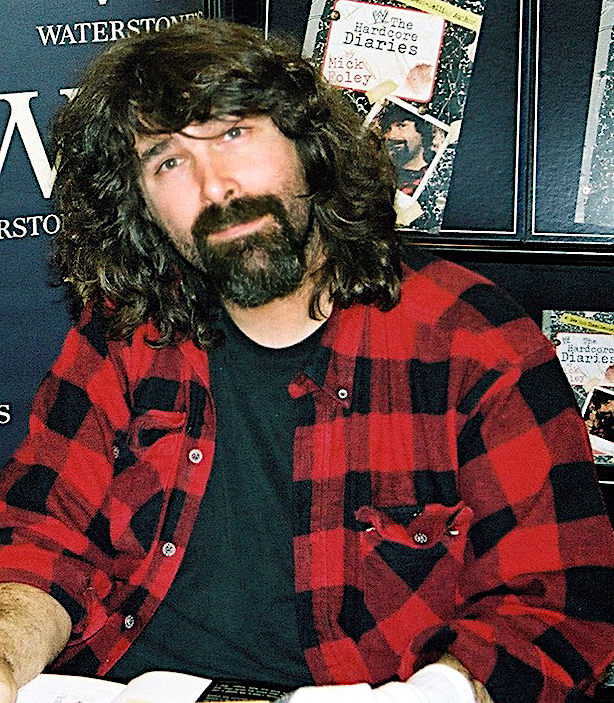
Mankind est l'une des trois personnalités de Mick Foley.

## Autour du combat
- Ce match gagna le trophée du PWI Match of the Year de l'année 1998.
- Dans son autobiographie, Foley raconte que ce match était l'un des plus dangereux qu'il ait jamais fait. Il dit aussi que s'il s'était trouvé face à un catcheur moins expérimenté que l'Undertaker, les conséquences auraient été bien plus dramatiques pour sa santé ; en effet l'Undertaker, le voyant blessé, s'adapta pour lui laisser le temps de récupérer et ne pas le faire souffrir davantage. Par la suite Foley reconnait ne pas avoir pu se souvenir ce qui s'est passé après la deuxième chute ; il raconte dans son autobiographie qu'il demanda après le match s'il avait utilisé les punaises, sans se rendre compte que certaines étaient encore plantées dans son bras.
- À la suite de ce combat, des voix s'élevèrent en disant que ce combat aurait pour conséquences de pousser les catcheurs à prendre de plus en plus de risques, d'aller de plus en plus loin pour dépasser ce match, dans une surenchère de spectacle qui pourrait avoir des conséquences dramatiques.
- La version officielle est que la chute à travers la cage était accidentelle; cependant, certains soutiennent qu'elle était prévue, comme Terry Funk.
- Dans le sixième Hell in a Cell match, opposant Cactus Jack (qui est en fait Mick Foley) et Triple H, Cactus Jack tombe du toit de la cage car la grille du toit cède sous lui. Cette chute était prévue, et fait référence à ce Hell in a Cell ; la grille était plus faible à cet endroit-là et il était prévu que Foley tombe sur le ring à un endroit volontairement affaibli afin que le ring s'affaisse sous l'impact et amortisse la chute.

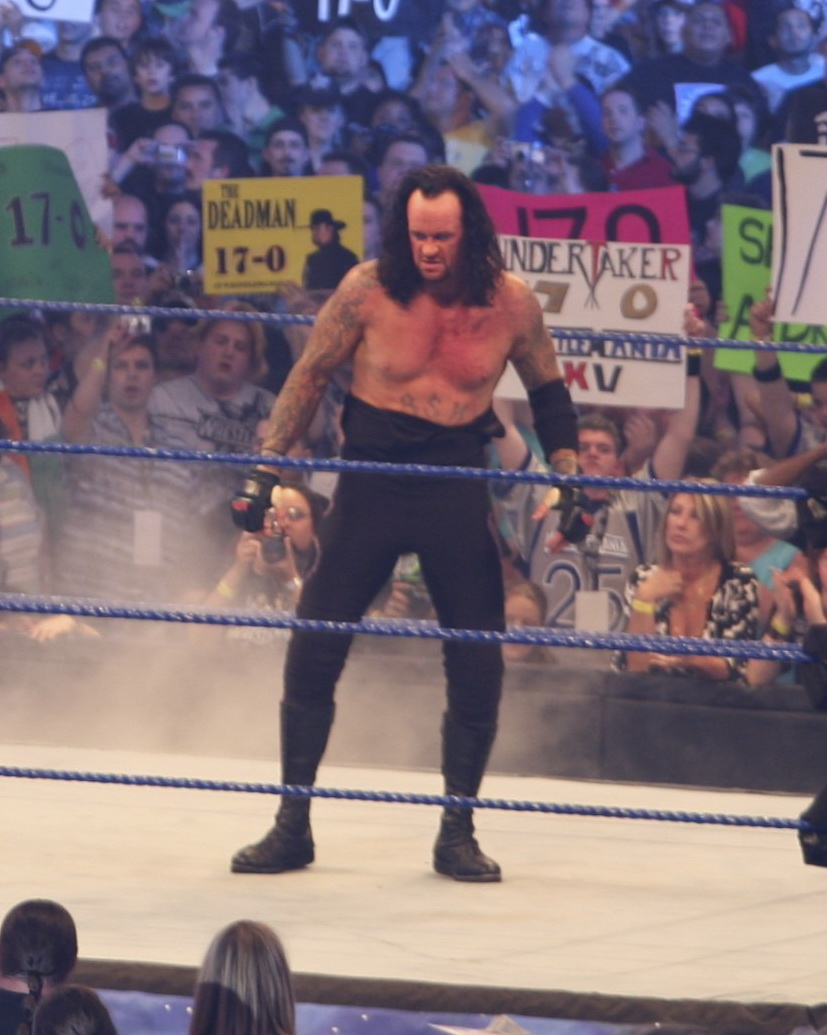
C'est l'Undertaker qui remportera le match.